# 浇花节
浇花节是德昂族的传统节日，一年一度举行，于清明节后第七天开始，历时三天:63。浇花节是德昂族的泼水节，德昂族原称节日为“泼水节”，2008年因申报国家级非物质文化遗产的需要，遂更名为“浇花节”。浇花节已列入第二批国家级非物质文化遗产项目名录，芒市艺人王腊生成为浇花节的国家级传承人。

## 传说由来
佛祖从天上来到人间，化身为佛爷住在奘房中，为人民办事解除烦恼。天神给他下凡的时限到了，佛祖不敢对抗天神，却又留恋德昂族人民，急的生了大病。病情恶化后，百姓问他有什么愿望，佛祖说按他的相貌雕一尊木像，再给木像洗个澡。木像完成后，佛祖离开了人间，百姓将佛像放到凉亭中，赶了三天大摆，给佛像泼了三天的水，此后每年都举行这样的活动，形成了传统节日:91-92。此外，还有仙女下凡、人间大旱、冲洗尸体、冲洗血液等多种传说。

## 活动
浇花节开始这天，德昂族人民穿上盛装，背上从井里打来的清水，带上食物，汇集到村寨中的奘房。寨里的长老主持仪式，男青年敲响象脚鼓，女青年挑起“堆沙舞”，其他群中手捧竹水筒举过头顶，依次往水龙槽里倒水，为佛像冲浴，祈祷来年风调雨顺。其间用空桶接佛像上淌下来的水，或喝或洗脸，以求吉祥和平安。然后，人们将带来的食物放到佛像前的供盘中，齐声朗诵祭词，诵毕大家共同享用食物。接下来，由象脚鼓队为前导，排成长队到井旁或泉边取水，取水时举行传烟、对歌、赛舞等活动。三天中取水的路程一天要比一天远，第一天的水只能为佛像浇水，再给佛爷洗手；第二天的水为寨中长老洗手洗脸，祝福平安健康；从第三天开始群众才以花束着水洒在对方身上，相互浇水，互致祝福。

## 与泼水节的关系
在仪式上，泼水节和浇花节都包括采花、请佛、浴佛、泼水、送佛等环节，浇花节与泼水节没有本质上的差别。2006年，西双版纳傣族自治州将傣族泼水节申报为国家级非物质文化遗产，由于傣族对“泼水节”名称的抢注，德昂族在非遗申报方面，被迫将习以为常的“泼水节”说法改为“浇花节”。